# Orocué (ort)
Orocué är en ort i Colombia.   Den ligger i departementet Casanare, i den centrala delen av landet, 300 km öster om huvudstaden Bogotá. Orocué ligger 134 meter över havet och antalet invånare är 2 835.
Terrängen runt Orocué är mycket platt.  Trakten runt Orocué är nära nog obefolkad, med mindre än två invånare per kvadratkilometer. Det finns inga andra samhällen i närheten. I omgivningarna runt Orocué växer huvudsakligen savannskog.